# Museum der Stadt Füssen

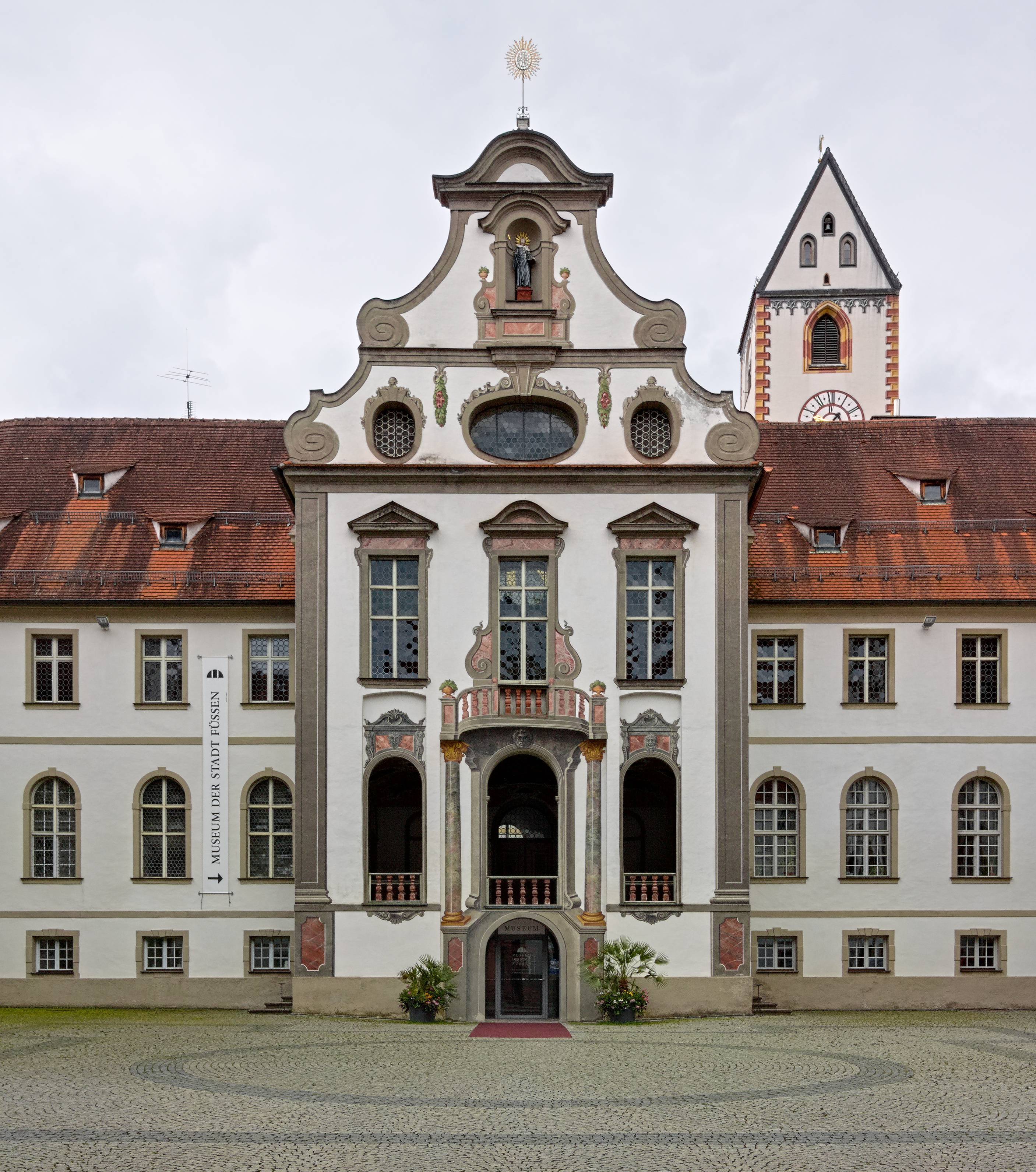
Eingang zum Museum im Innenhof des Klosters

Das Museum der Stadt Füssen ist in einem Teil des ehemaligen Klosters St. Mang untergebracht. Es zeigt Ausstellungen zur Stadtgeschichte, zur Geschichte des Klosters und zum Lauten- und Geigenbau in Füssen. Im Museum sind auch die Annakapelle und die barocken Repräsentationsräume des Klosters zu besichtigen.

## Geschichte

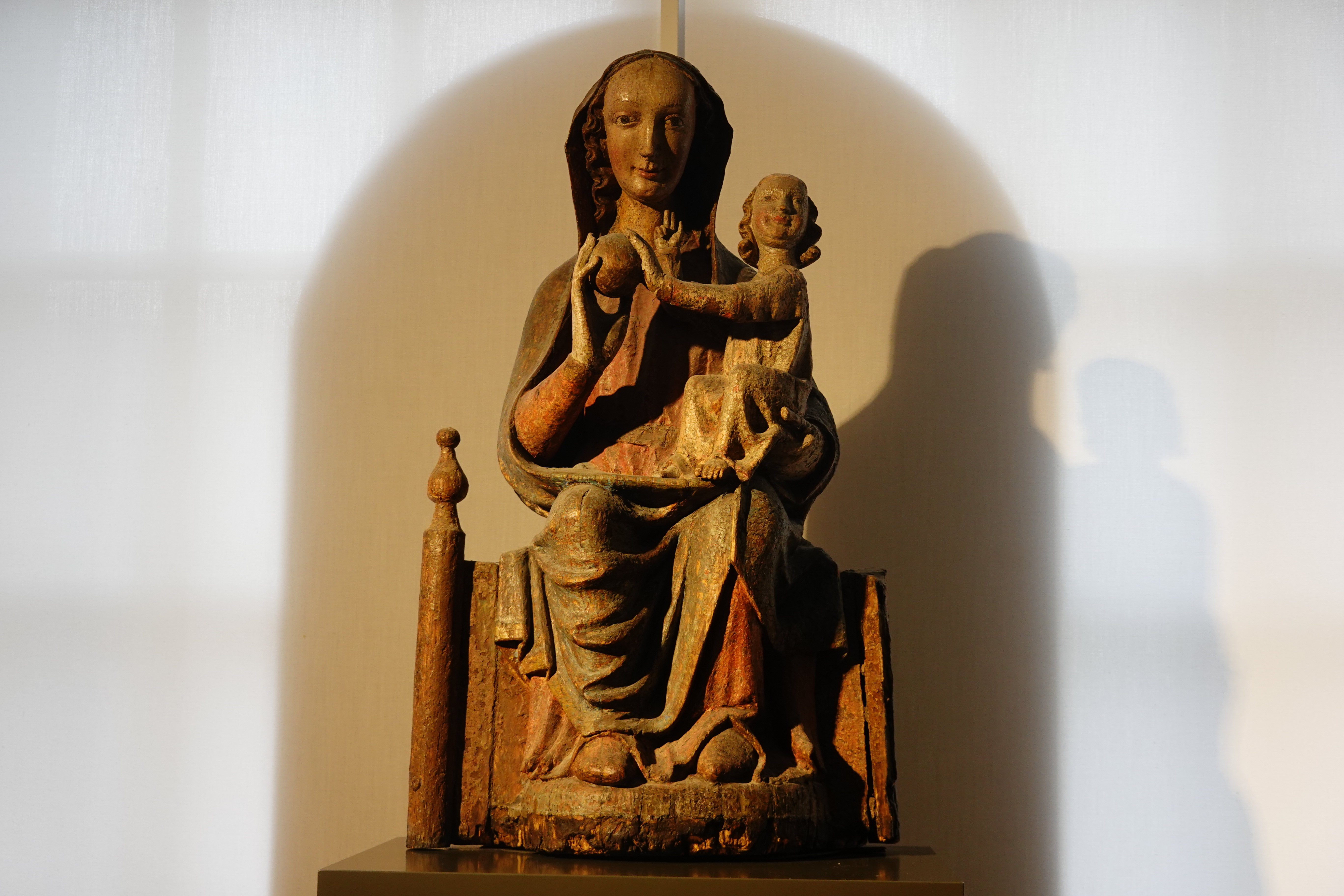
Frühgotische Gnadenmadonna

1913 wurde in Füssen ein Museumsverein gegründet und ein Bezirksmuseum für Heimatkunde im Bibliothekssaal des Klostergebäudes eingerichtet. Die Stadt Füssen hatte das Klostergebäude vier Jahre zuvor erworben und stellte den Raum unentgeltlich zur Verfügung. Viele Ausstellungsstücke wurden von Füssener Bürgern gespendet. Bereits ein Jahr später war der Saal zu klein geworden. Der Erste Weltkrieg verhinderte zunächst Pläne für einen Ausbau oder Umzug. Nach dem Krieg wurde das Museum vernachlässigt und dann ganz geschlossen.
1924 wurde das Museum im Bibliothekssaal, den Papstzimmern und dem anschließenden Klostergang wiedereröffnet. Auch nach dem Zweiten Weltkrieg blieb das Museum längere Zeit wegen Beschädigungen der Fenster bei der Sprengung der Lechbrücke und Platzbedarf für die Unterbringung von Flüchtlingen geschlossen, bis es Anfang der 1950er Jahre wiedereröffnet wurde. 1989 wurde das Museum völlig neu gestaltet und erhielt den Namen Museum der Stadt Füssen. 2024 verlagerte das Museum sein Depot in ein Haus an der Spitalgasse, da es im Kloster an Platz und Möglichkeiten einer fachgerechten Lagerung fehlte.
Im Jahr 2018 hatte das Museum der Stadt Füssen rund 17.000 Besucher. Davon kamen 25,7 Prozent aus dem Ausland (ohne Österreich). 8,1 Prozent kamen aus der Region (Altlandkreis Füssen und Außerfern).

## Dauerausstellungen

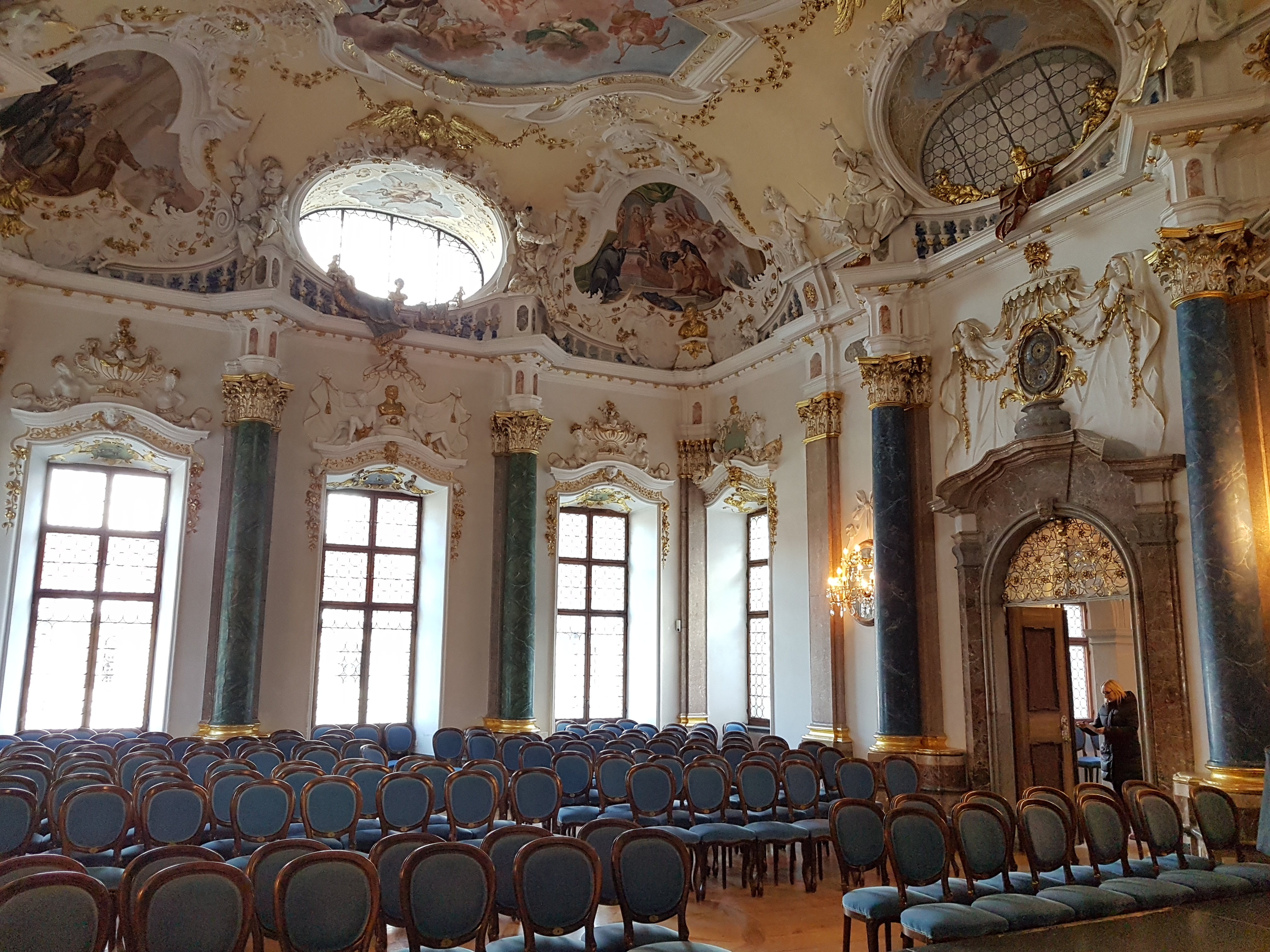
Kaisersaal

Der Kaisersaal ist der herausragendste barocke Repräsentationsraum des Klosters. Seine prunkvolle Ausstattung spiegelt das Anliegen des Klosters wider, Reichsstift zu werden. Zum Museum gehören auch die oberen Stockwerke des Ovalbaus an der Südseite des Klosters mit dem Bibliothekssaal und dem darunter liegenden, durch eine Deckenöffnung von der Bibliothek aus sichtbaren Refektorium. In der Annakapelle befindet sich der Füssener Totentanz, der zu den bedeutendsten Totentänzen Europas gehört.

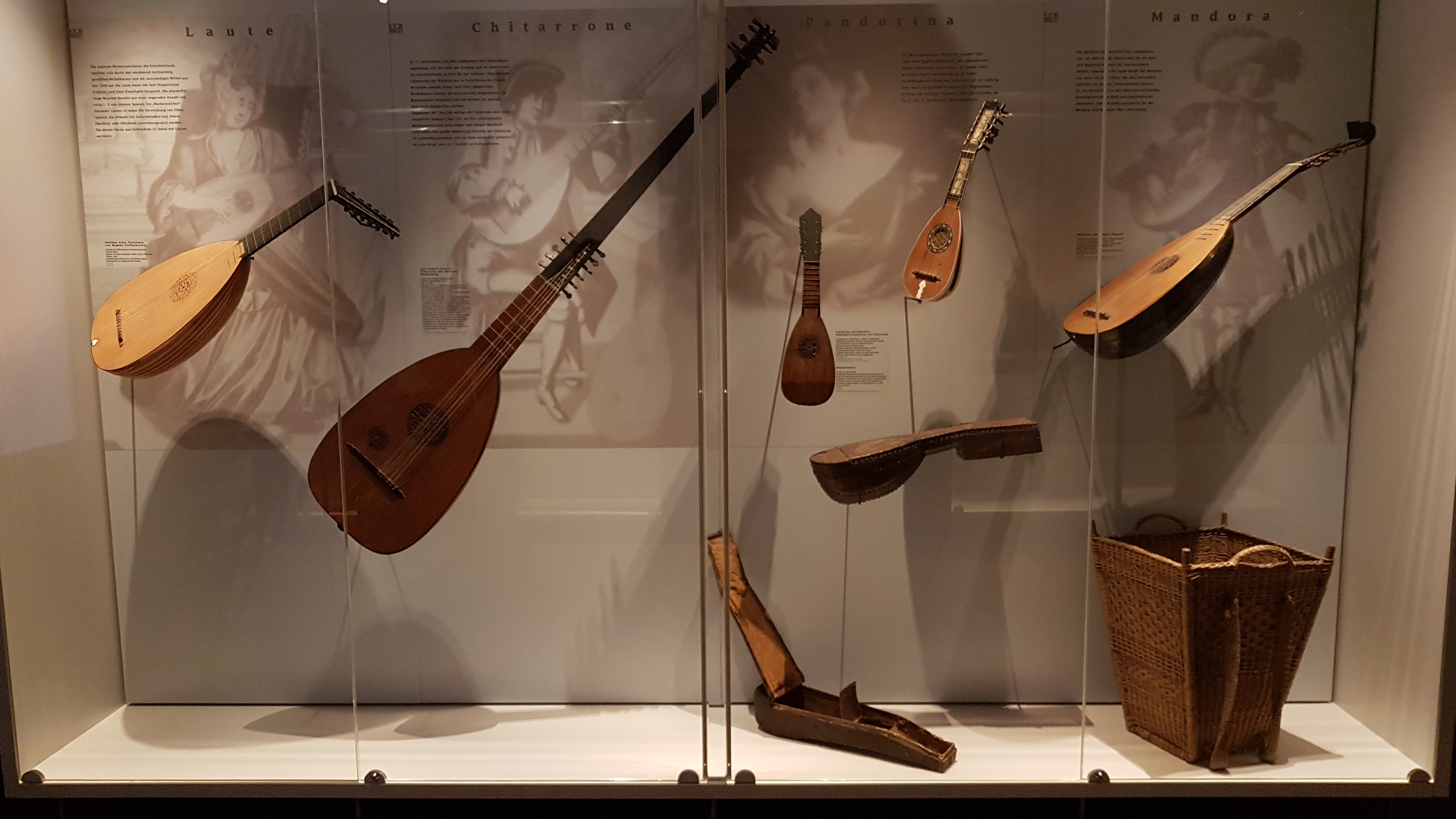
Füssener Lauten

Die Ausstellung zu Füssen als Wiege des Lauten- und Geigenbaus in Europa zeigt in Füssen gefertigte Lauten. Das älteste Instrument ist eine Laute des Füssener Lautenbauers Wolfgang Wolff aus der Mitte des 16. Jahrhunderts, die zu den 100 Heimatschätzen Bayerns gehört. Im Museum ist auch das Archiv der Deutschen Lautengesellschaft untergebracht.
In weiteren Ausstellungen wird an die Seilerwarenfabrik erinnert, die zu Beginn der Industrialisierung auf dem Lechgries gegründet wurde und lange wichtiger Arbeitgeber in Füssen war, sowie an die Tradition der Weihnachtskrippen mit einer großen Krippe des Füssener Holzbildhauers Edmund Sprenzel und einer Krippe von Sebastian Osterrieder.

## Veranstaltungen
Im Kaisersaal finden jährlich die Kaisersaalkonzerte mit Kammermusik aus Klassik und Moderne statt und das Kammermusikfestival Vielsaitig zur Erinnerung an den Lauten- und Geigenbau in Füssen. Der Kaisersaal ist auch einer der Veranstaltungsorte der seit 2023 stattfindenden Füssener Festtage Alter Musik.